# Celopal

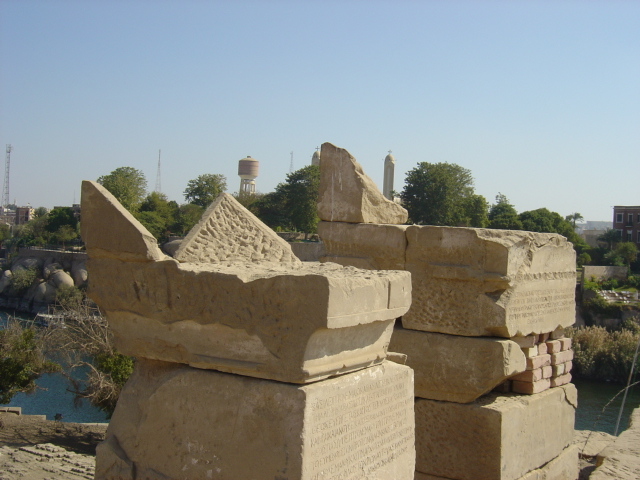
Oltář holokaustu na Elefantině v Egyptě

Celopal (kalk z řeckého ὁλόκαυστον holokauston; ὅλος holos celý + καυστός kaustos spálený), holokaust, je druh náboženské oběti, při níž je obětované zvíře spáleno. Při překladu hebrejské bible do řečtiny překladatelé Septuaginty užili tohoto termínu pro označení podobného židovského rituálu.